# Conferència de l'ONU sobre el Canvi Climàtic 2008
La XIV Conferència Internacional sobre Canvi Climàtic o 14a Conferència de les Parts es va celebrar a la ciutat de Poznań, Polònia, de l'1 al 12 de desembre de 2008, al mateix temps que la Quarta Reunió del Protocol de Kyoto. VA ser un fòrum per al debat polític sobre el problema del canvi climàtic. Mentre que les conferències del MNUCC se celebren cada any des de 1995, les conferències post-Kyoto se celebren anualment des de 1997, i ambdues coincideixin cada any. Després de la Conferència de Bali de l'any 2007, la conferència de Poznań va suposar el llançament d'un nou cicle de negociacions per preparar la conferència de Copenhaguen 2009, en la qual es van fixar nous objectius per reemplaçar els del Protocol de Kyoto, que acabava el 2012.

## Organització
Organitzat per la Secretaria de la Convenció Marc sobre el Canvi Climàtic (CMNUCC), la Conferència va reunir a uns 11.000 participants de més de 190 països: els ministres responsables del medi ambient o del canvi climàtic, les delegacions dels governs, les institucions internacionals, les organitzacions no governamentals especialitzades en medi ambient, les empreses i la recerca, i els mitjans.
A més de les sessions plenàries i reunions de grups de treball, se celebro abans i durant la conferència una sèrie d'esdeveniments (exposicions, presentacions, seminaris, debats, exposicions, etc.). Tots tenien l'objectiu comú de cridar l'atenció del públic en general sobre qüestions relacionades amb el canvi climàtic.

## Objectius
- Desenvolupar un pla d'acció i programes de treball per a un any de negociacions, després d'un any de discussions.[3]
- Realitzar progressos importants en moltes qüestions encara per debatre per garantir l'aplicació del Protocol de Kyoto.
- Garantir la convergència dels punts de vista sobre para l'establiment de noves mesures per lluitar contra el canvi climàtic.
- Confirmar el procés i el calendari fixats cap a la conferència de Copenhaguen.